# Hřbitovní kaple (Jiříkov)
Hřbitovní kaple v Jiříkově je součástí hřbitova v Oldřichově ulici. Spolu s domkem správce byla roku 1908 postavena v novogotickém slohu.

## Historie
Na území dnešního Jiříkova bylo v minulosti založeno hned několik hřbitovů. Historie nejmladšího z nich se začala psát roku 1897, kdy obec vykoupila vhodný pozemek v pozdější Oldřichově ulici. Kvůli blíže nespecifikovaným průtahům s církví byl hřbitov předán do užívání až na počátku roku 1900. Hřbitovní kaple (če. 98) a dům správce (čp. 863) byly postaveny až roku 1908. Plány zhotovil místní stavitel Conrad Hoffmann. Kaple spolu se hřbitovem slouží svému účelu nepřetržitě od doby svého vzniku (na rozdíl od zbylých jiříkovských hřbitovů, které byly v různých obdobích zrušeny) a dochovala se v téměř původní podobě. V období po druhé světové válce nebyla budova dostatečně udržována a proto v letech 2008–2009 musela projít celkovou rekonstrukcí. Celý areál hřbitova, včetně kaple a domu správce, je ve vlastnictví města Jiříkov. Kaple není památkově chráněna.

## Popis
Hřbitovní kaple spolu s protějším domem správce tvoří jeden architektonický celek, doplněný navíc zděnou hřbitovní bránou. Stavba stojí na půdorysu širokého písmene T, stěny jsou obloženy glazovanými cihlami. Středový rizalit přechází ve zdobený trojúhelníkový štít. Portál je obdélný, po jeho stranách stojí pilastry se zdobenými hlavicemi. Stejné pilastry zdobí i nároží budovy. Obdélná okna doplňují štukové šambrány. Lizény přechází pod korunní římsou v obloučkové vlysy. Střecha byla původně krytá pálenými taškami, které později nahradily plechové šablony. Dům správce byl svým vzhledem totožný s kaplí, v poválečném období jej doplnila přístavba.

## Galerie

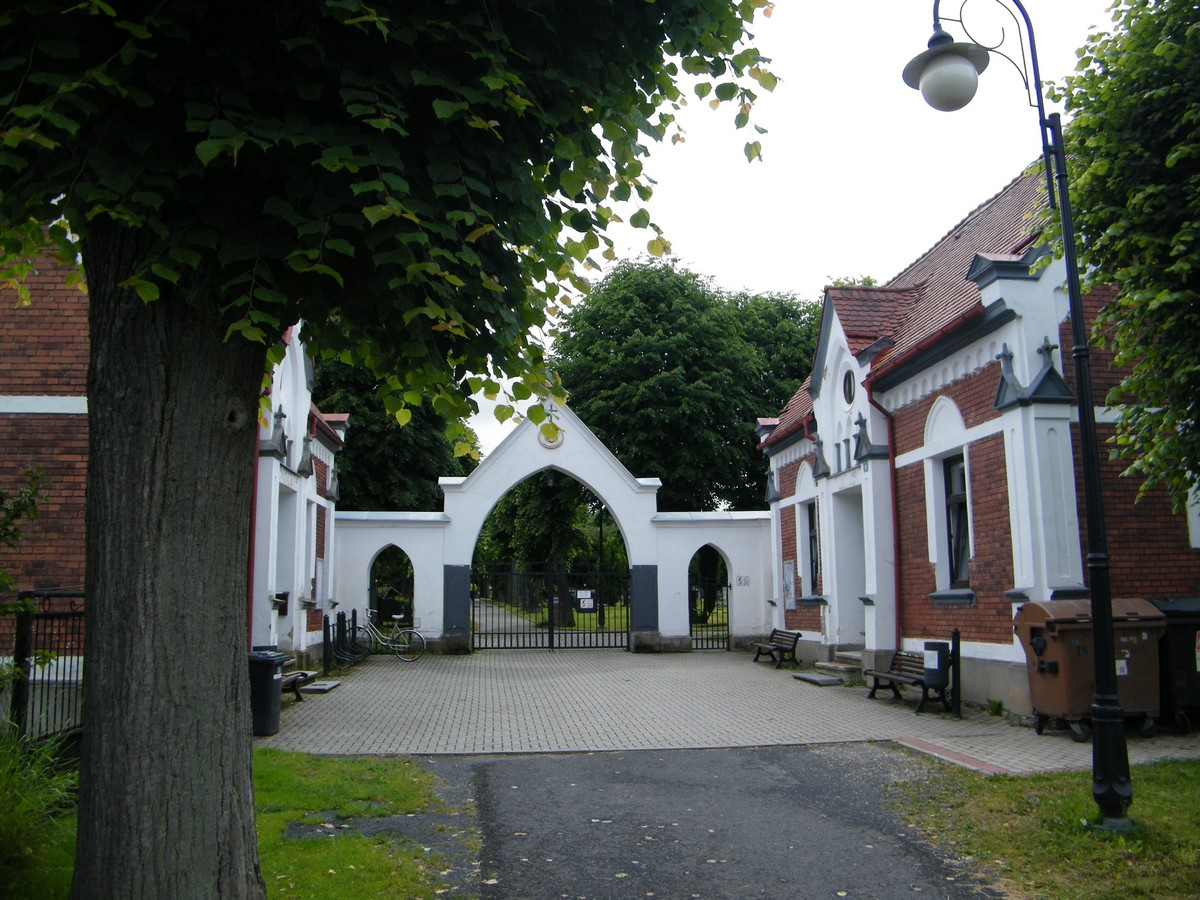
Hřbitovní brána
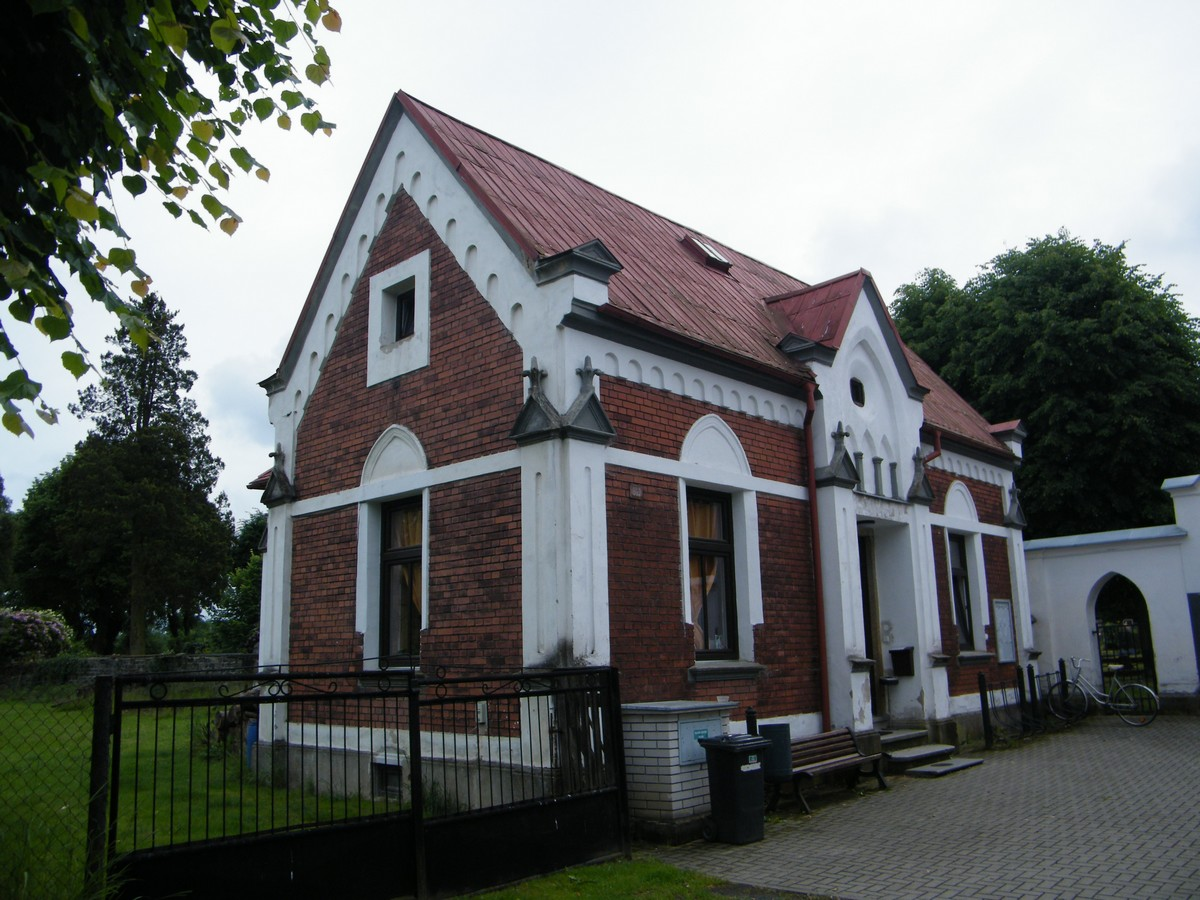
Dům správce
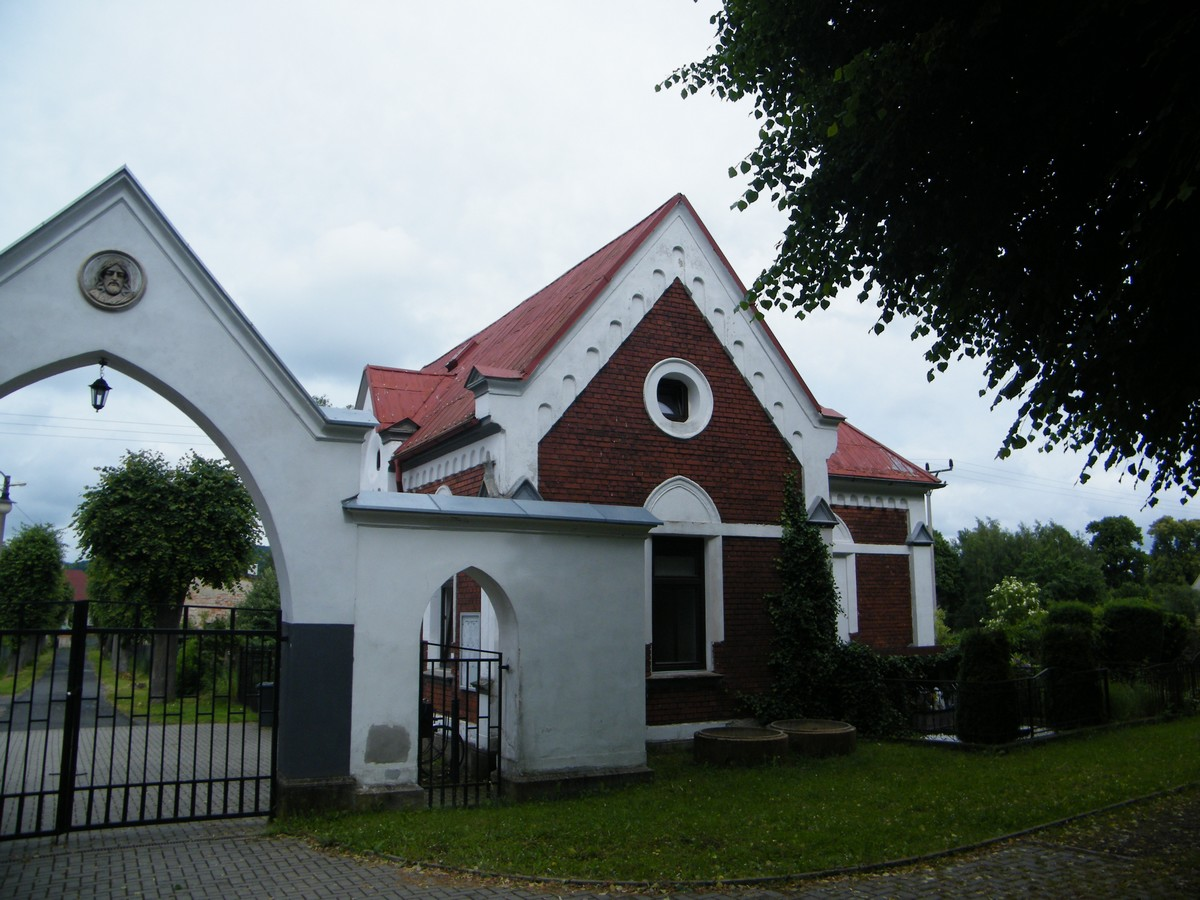
Dům správce
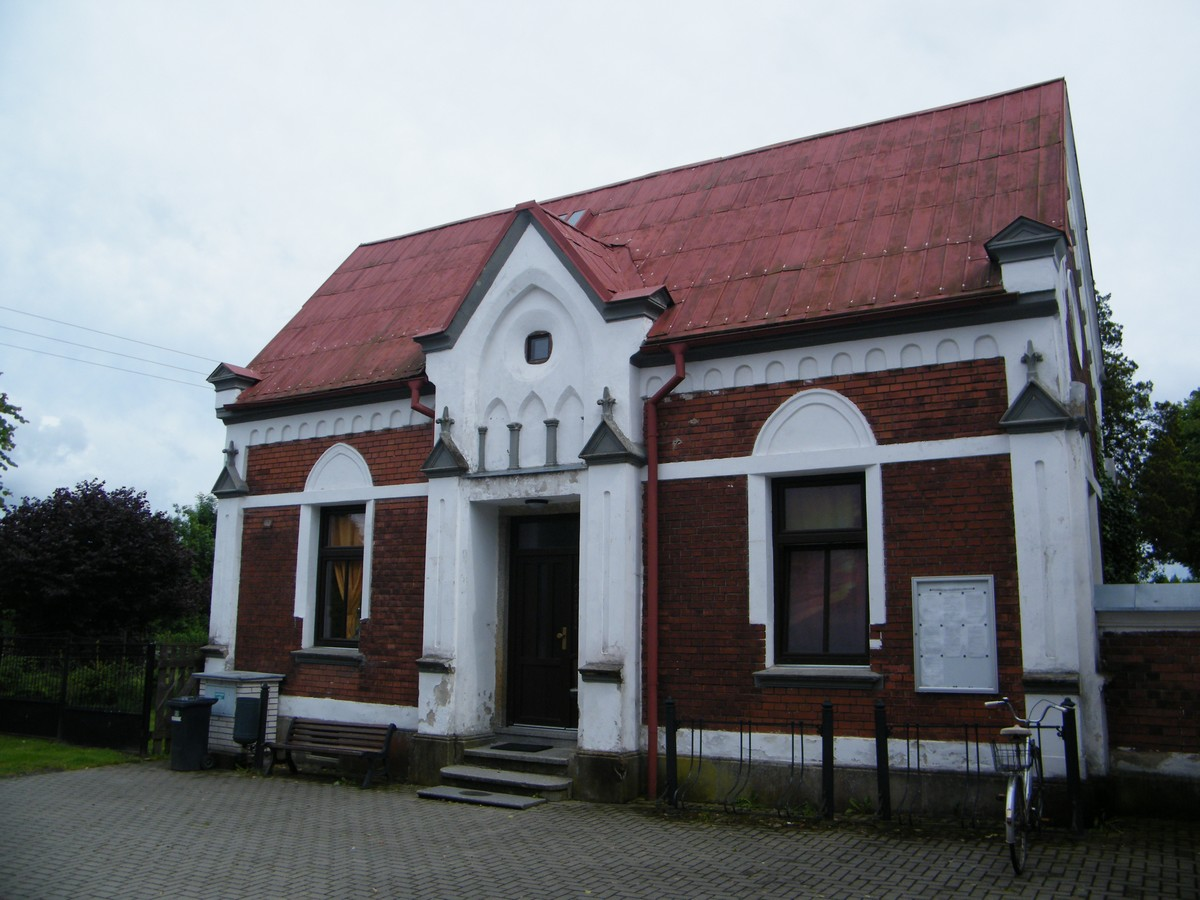
Hřbitovní kaple